# Fermat (рачунарски алгебарски систем)
Fermat  је бесплатан програм развијен од стране проф  Robert H. Lewis са Fordham University. То је рачунарски алгебарски ситем, у ком обрачунате ставке могу бити цели бројеви (произвољне величине)рационални бројеви, реални бројеви, комплексни бројеви, модуларни бројеви, коначни елементи на терену, Мултиваријабилни полиноми, рационалне функције, или полиноми по модулу других полинома. Главне области примене су мултиваријациона рационална функција аритметике и матрице алгебре преко прстена мултиваријантне полинома или рационалне функције. Fermat не ради поједностављења трансценденталних функција или симболичке интеграције.
Седница са Fermat обично почиње избором рационалног или модулара "mode" за успостављање области {\displaystyle F} као {\displaystyle \mathbb {Z} } или {\displaystyle \mathbb {Z} /n}. Поврх тога може се приложити било који број симболичких варијанти {\displaystyle t_{1},t_{2},\dots ,t_{n},} чиме се ствара полиномални прстен {\displaystyle F[t_{1},t_{2},\dots ,t_{n}]} и њен коефицијент. Даље, неки полиноми {\displaystyle p,q,\dots } укљуцивањем неких од {\displaystyle t_{i}} може бити изабран за мод, стварајући количник прстена {\displaystyle F(t_{1},t_{2},\dots )/(p,q,\dots ).} Коначно, могуће је дозволити Лаурент полиноме, оне са негативним као и оне са позитивним експонентима. Када је компјутерски прстен  основан на овај начин, сви прорачуни су елементи овог прстена. Рачунарски прстен се може променити касније на седници.
Полиноми gcd процедуре, који позивају једни друге у веома рекурзивнан начин, имају око 7000 линија кодова.
Ferma има изванредно уграђене примитиве за array и матрице манипулације, као што су субматрица, sparse matrix, детерминанта, колона смањења, row echelon,Смитова нормална форма, и инверзна матрица . Он је константно бржи од неких познатих компјутерских алгебарских система, посебно у мултиваријационом полиному gcd. То је такође ефикасан простор.
Основни податак у Fermat је мултиваријанте рационалних функција или quolynomial. Бројилац и именилац су полиноми без заједничког фактора. Полиноми се рекурсивно спроводе као опште повезане листе, за разлику од неких система које спроводе полиноми као листе мономалиса. 
За имплементацију (већина) коначних поља, корисник проналази irreducible monic полинома у симболичко променљиве, кажу p(t_1), а команде  Fermat  мод од стране њега. Ово може се наставити рекурзивно, {\displaystyle q(t_{2},t_{1}),} и тд. Низак ниво структуре података  су поставили да олакшају аритметичке и gcd  над овом новонасталом приземљу области. Два посебна поља, {\displaystyle GF(2^{8})} и {\displaystyle GF(2^{16}),}се ефикасније спроводе на нивоу бита.
Да би помогли имплементацију Дикон резултантне технике, посебне карактеристике су додате детерминантама функције. Они пружају драматичан пораст брзине насталих прорачуна са системима  једначина полинома које испољавају симетрију.
Fermat пружа комплетан програмски језик. Програми и подаци могу бити сачувани у обичном текст фајлу који може бити испитан као што је,  некој каснијој седници, или прочитао неки други софтверски систем.

## Историја
Fermat је последњи пут ажуриран 10. новембра , 2011 (Windows), Новембар 3, 2011 (Mac and Linux).
У ранијој верзији, под називом FFermat   (Float Fermat), основни тип броја је пливајућа тачка од 18 цифара. Та верзија омогућава нумеричке рачунарске технике, има изванредне графичке могућности, нема софистициране полиноме gcd  алгоритма, и доступан је само за Mac OS 9 .
Fermat је оригинално написан у Pascal ра DEC Vax, затима за Mac OS током 1985 - 1996. Па је пренет у Windows у 1998. У 2003 је преведен у  C и користи се у  Linux (Intel машине) и Unix (Sparc/Sun). То је око 98.000 линија C кодова.
FFermatи (стари)Windows Fermat Pascal изворни кодови су доступни јавности са рестриктивном лиценцом.
Приручник је интензивно ревидиран и ажуриран 25. јула 2011. године.